# Piper suipigua
Piper suipigua är en pepparväxtart som beskrevs av Buch.-ham. och David Don. Piper suipigua ingår i släktet Piper och familjen pepparväxter. Inga underarter finns listade i Catalogue of Life.